# 宮代町綜合運動公園

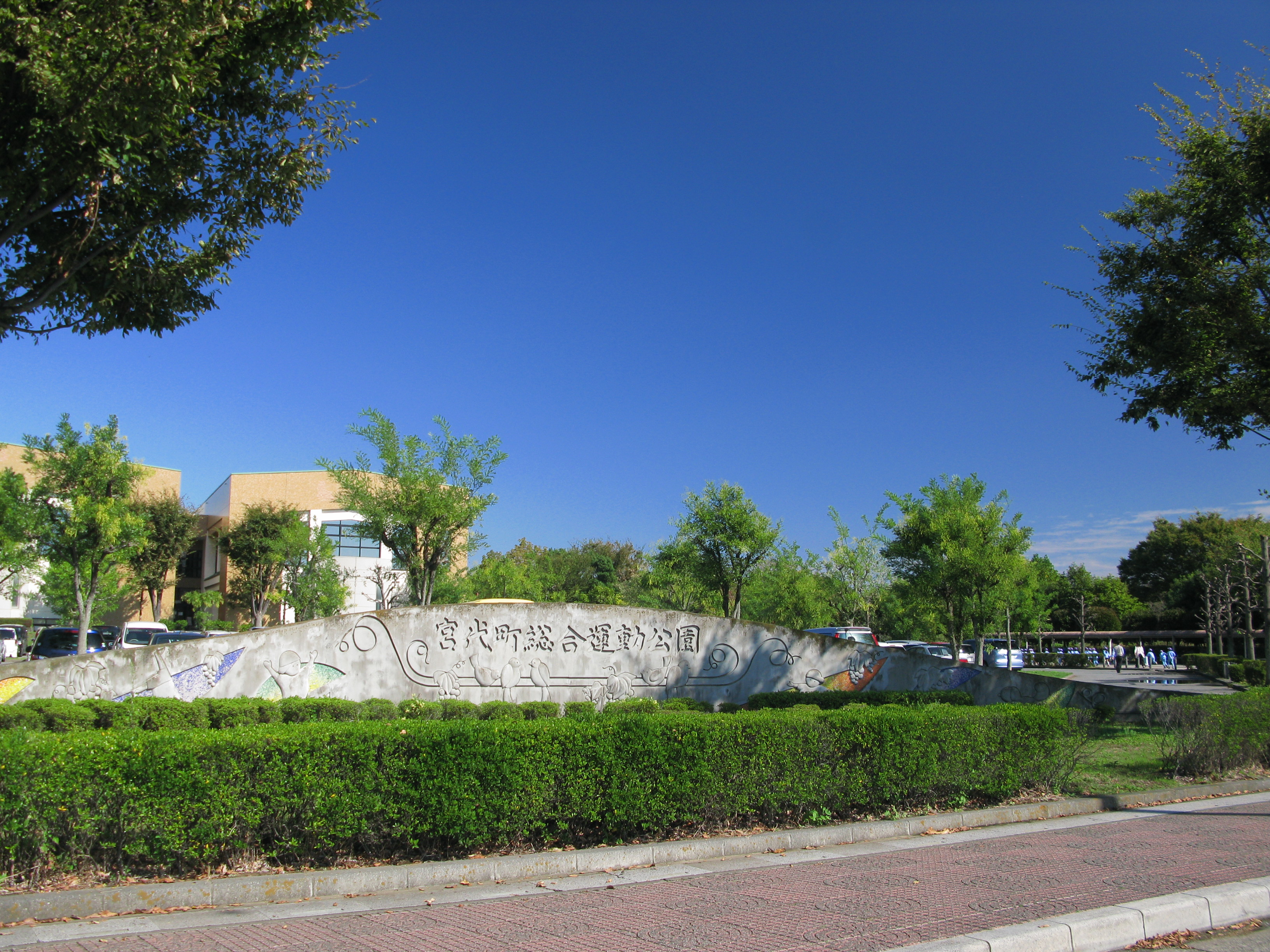
公園入口

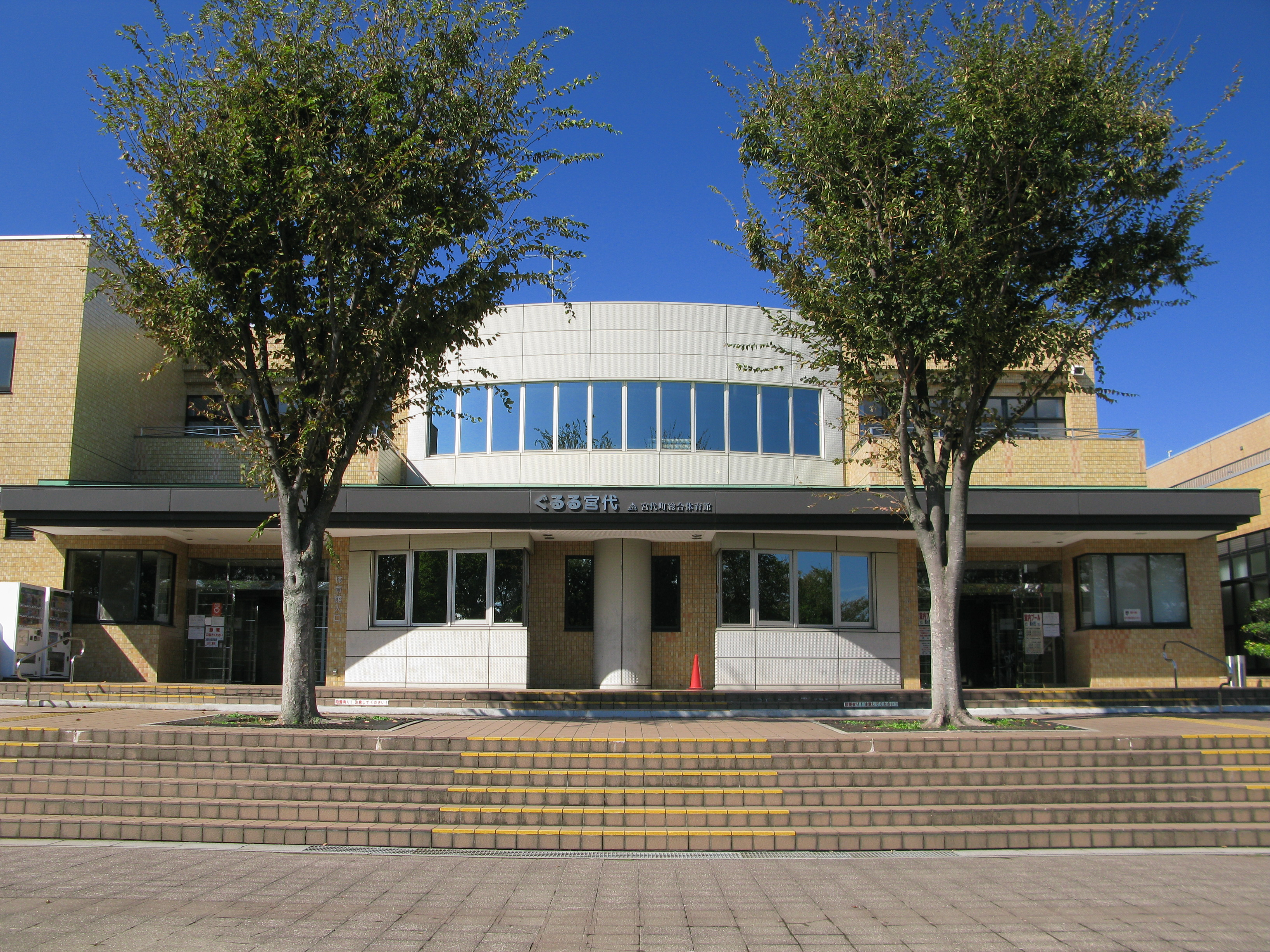

宮代町綜合運動公園（日语：／），是位於日本埼玉県南埼玉郡宮代町的一座運動公園。

## 歷史
宮代町綜合運動公園於1988年11月開園，壘球場設置。1989年4月網球場與棒球場設置，10月遊戲廣場開設置。1994年4月體育館設置。1995年6月游泳池完工，至此運動公園建設結束。2008年開始由美津濃承接營運。

### 設施
- 籃球場
- 桌球室
- 室內溫水游泳池
- 柔道場
- 劍道場
- 弓道場
- 研修室
- 會議室